# 米德韋 (阿肯色州密西西比縣)
米德韋（英語：Midway）是位於美國阿肯色州密西西比縣的一個非建制地區。該地的面積和人口皆未知。

## 地理
米德韋的座標為35°58′53″N 90°01′25″W / 35.98139°N 90.02361°W，而該地的平均海拔高度為73米（即239英尺）。